# Tratado de Aranjuez (1779)

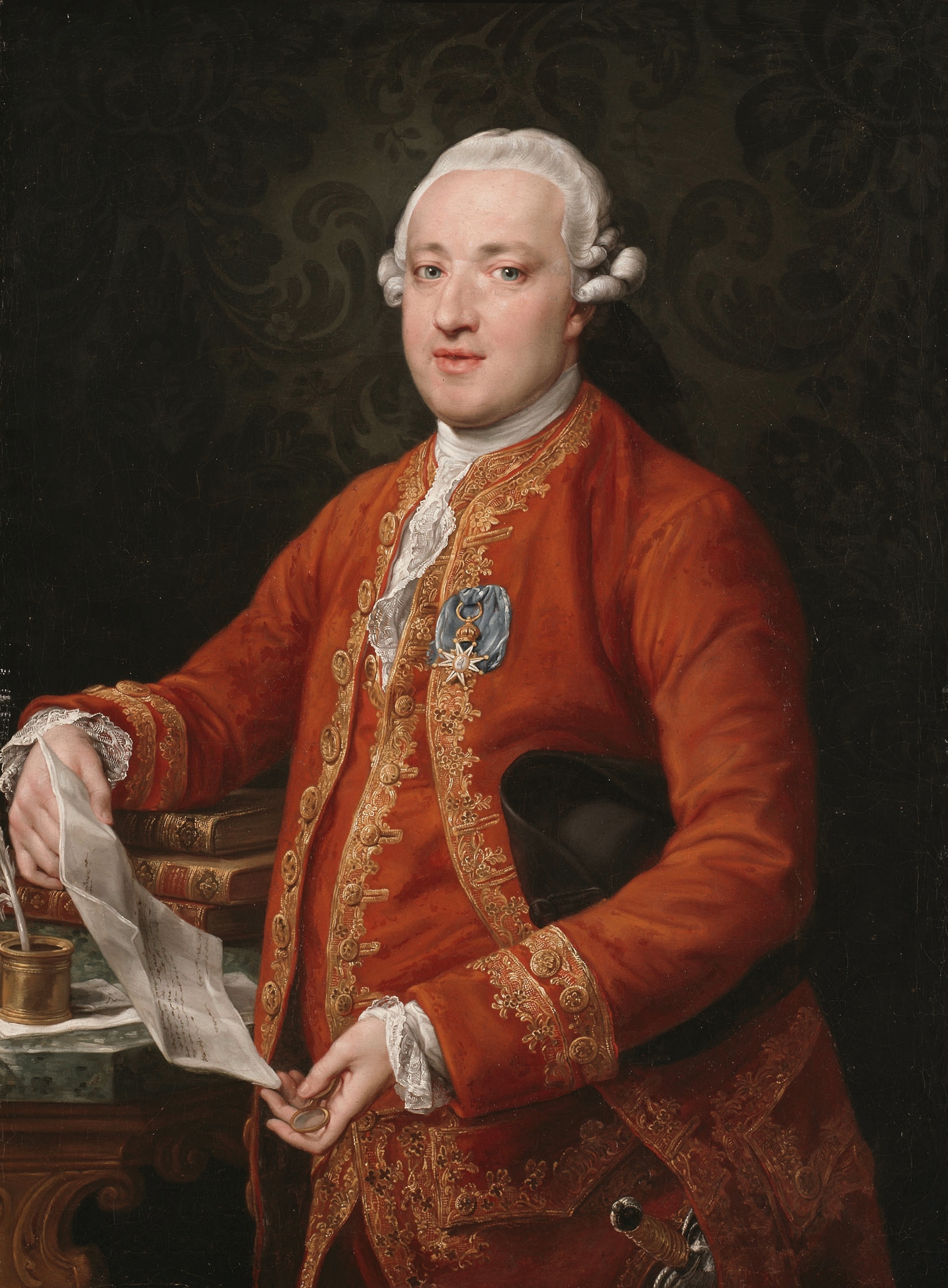
José Moñino, conde de Floridablanca

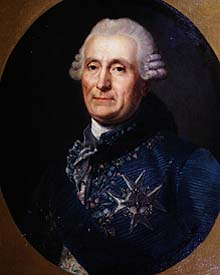
Charles Gravier, conde de Vergennes.

El Tratado de Aranjuez fue un acuerdo entre Francia y España firmado en Aranjuez el 12 de abril de 1779 por el diplomático francés Charles Gravier, Conde de Vergennes y el primer ministro español el Conde de Floridablanca, por el cual España intervenía en la Guerra de Independencia de los Estados Unidos.
Considerado como parte de los llamados Pactos de Familia, establecía el compromiso de las dos potencias europeas para invadir conjuntamente Inglaterra (algo que no sucedió finalmente), así como la recuperación para España de Gibraltar, Menorca (1782), Las Floridas (1783) y la Honduras británica, además de la suspensión de los derechos comerciales madereros de los ingleses en la costa de Campeche. Por su parte, Francia exigía la expulsión de los ingleses de Terranova, la recuperación de Senegal, derecho de comercio con la India, y la retención de Dominica.

## Enlaces
- Tratado de Aranjuez de 1779

- Datos: Q2629695